# 小地兔
小地兔（学名：Pygeretmus pumilio）为跳鼠科肥尾跳鼠屬的动物。在中国大陆，分布于新疆、内蒙古、宁夏等地。该物种的模式产地在乌拉尔河下游。

## 亚种
- 小地兔北疆亚种（学名：Alactagulus pygmaeus aralensis），Ognev于1948年命名。在中国大陆，分布于新疆（北部）等地。[3]
- 小地兔内蒙亚种（学名：Alactagulus pygmaeus potanini），Vinogradov于1926年命名。在中国大陆，分布于阿拉善地区）、内蒙古（鄂尔多斯高原、宁夏等地。该物种的模式产地在内蒙鄂尔多斯东北部。[4]